# Бук (Сосковский район)
Бук — посёлок в Сосковском районе Орловской области.
Входит в состав муниципального образования Алпеевское сельское поселение.

## География
Расположен восточнее деревни Ивановка на речке, впадающей в реку Ицка. С автомобильной дорогой 54К-17 поселок соединяет проселочная дорога.

## Население
на февраль 2024 г. население 0 человек. 
| 2010 |
| ---- |
| 31   |